# تياغو جوغو
تياغو جوغو (23 أبريل 1991 في البرتغال - ) هو لاعب كرة قدم برتغالي في مركز الوسط. لعب مع نادي فييرينسي.

## وصلات خارجية
- تياغو جوغو على موقع قاعدة بيانات كرة القدم.إي يو (الإنجليزية)
- تياغو جوغو على موقع Soccerway.com (الإنجليزية)
- تياغو جوغو على موقع AS.com (الإسبانية)